# Luftstegen
Luftstegen (en français Des pas dans l'air), est une œuvre de musique de chambre de la compositrice franco-suédoise Madeleine Isaksson, écrite en 2018.

## Contexte et création
Madeleine Isaksson écrit Luftstegen en 2018 pour violon, piano et percussions coréennes, en s'inspirant d'un poème de Katarina Frostenson. Cependant, l'œuvre est aussi à rapprocher, selon François-Gildas Tual, au prélude de Claude Debussy Des pas dans la neige. L'œuvre est créée le 12 août 2018 au festival Kalv, en Suède.